# Првенство четири нације јужне полулопте у рагбију 15 2024.
Првенство четири нације јужне полулопте у рагбију петнаест 2024. (службени назив: 2024 Rugby Championship) било је 29. издање овог најквалитетнијег репрезентативног рагби 15 такмичења Јужне хемисфере.
Играло се двокружно, свако против свакога. Титулу првака Јужне хемисфере у рагбију 15 је освојила Јужноафрика Република.

## Формат и пропозиције такмичења
Свака репрезентација ће одиграти шест утакмица. Играће се двокружно, свако против свакога. Четири бода ће се добијати за победу, два бода за нерешено и за пораз мањи од осам поена разлике. Бонус бод се добијао за три постигнута есеја и за пораз мањи од седам поена разлике. 

## Трофеји
- Првак Јужне Хемисфере у рагбију 15, ће бити репрезентација која освоји највише бодова и заврши на првом месту на табели.
- Бледислоу куп осваја победник дуела Аустралија  - Нови Зеланд
- Фридом куп осваја победник дуела Јужноафричка Република  - Нови Зеланд
- Пума куп осваја победник дуела Аргентина  - Аустралија
- Мендела челинџ плејт осваја победник дуела Јужноафричка Република  - Аустралија

## Резултати по колима
Прво коло
- Аустралија - Јужноафричка Република 7-33
- Нови Зеланд - Аргентина 30-38

Друго коло
- Нови Зеланд - Аргентина 42-10
- Аустралија - Јужноафричка Република 12-30

Треће коло
- Јужноафричка Република - Нови Зеланд 31-27
- Аргентина - Аустралија 19-20

Четврто коло
- Јужноафричка Република - Нови Зеланд 18-12[3]
- Аргентина - Аустралија 67-27[4]

Пето коло
- Аустралија - Нови Зеланд 28-31
- Аргентина - Јужноафричка Република 29-28

Шесто коло
- Нови Зеланд - Аустралија 33-13[5]
- Јужноафричка Република - Аргентина 48-7

## Табела
|   | Селекција              | ИГ | Д | Н | И | ПД  | ПП  | ПР   | БП | Б  |  |
| - | ---------------------- | -- | - | - | - | --- | --- | ---- | -- | -- |  |
| 1 | Јужноафричка Република | 6  | 5 | 0 | 1 | 188 | 94  | +94  | 4  | 24 |  |
| 2 | Нови Зеланд            | 6  | 3 | 0 | 3 | 175 | 138 | +37  | 4  | 16 |  |
| 3 | Аргентина              | 6  | 3 | 0 | 3 | 170 | 195 | -25  | 2  | 14 |  |
| 4 | Аустралија             | 6  | 1 | 0 | 5 | 107 | 213 | -106 | 1  | 5  |  |

| Прваци Јужне полулопте у рагбију петнаест 2024. |
| ----------------------------------------------- |
| Јужноафричка Република 5. титула                |

## Статистика играча
Највише поена
- Демијан Мекензи 62 поена, Нови Зеланд

Највише есеја
- Калеб Кларк 6 есеја, Нови Зеланд

## Видео снимци
- Преглед утакмице Јужноафричка Република - Аргентина

https://www.youtube.com/watch?v=MrVS1sgTzw8
- Преглед утакмице Нови Зеланд - Аустралија

https://www.youtube.com/watch?v=W7CAmwxc6R4